# Horisme illustris
Horisme illustris là một loài bướm đêm trong họ Geometridae.